# Subaru Impreza
Subaru Impreza — це компактні автомобілі, що виробляються компанією Subaru з 1992 року.

## Перше покоління (1992—2000)
Перше покоління моделі Subaru Impreza побачило світ в 1993 році. Автомобіль пропонувався в двох варіантах кузова: седан і універсал. Монопривідні версії були оснащені двигуном об'ємом 1,6л, а повнопривідні — двигунами 1,8л та 2,0л (у США — 2,2л). Рік потому технічним центром компанії Subaru розробляється і «заряджена» версія, що отримала назву WRX STi (Subaru Technica International). У 1995 році з'являється дводверна версія седана Impreza. У 1997-му автомобілі отримали зовнішній рестайлинг, а ще через рік і оновлення інтер'єру.

### Двигуни
- B4 1,5 l
- B4 1,6 l
- B4 1,8 l
- B4 2,0 l
- B4 2,2 l
- B4 2,5 l

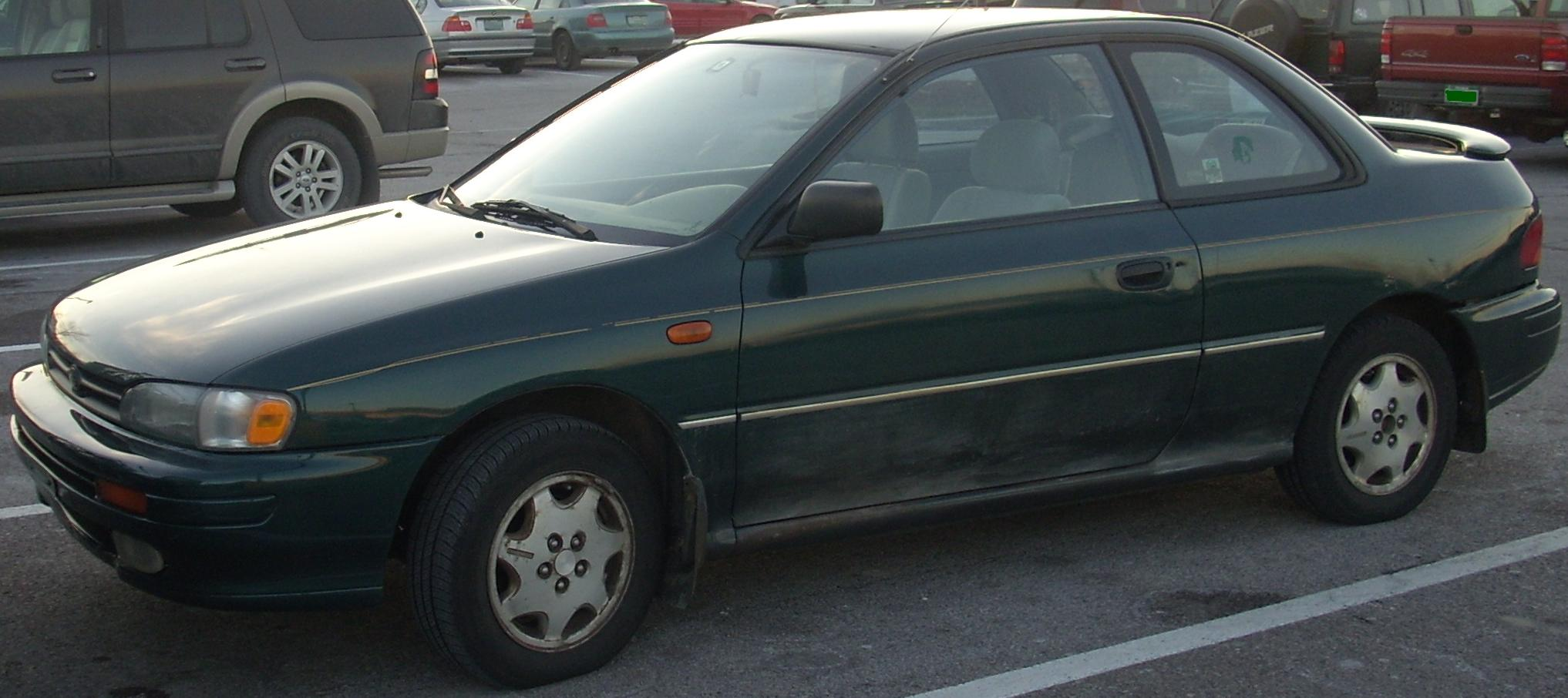
Impreza Coupe
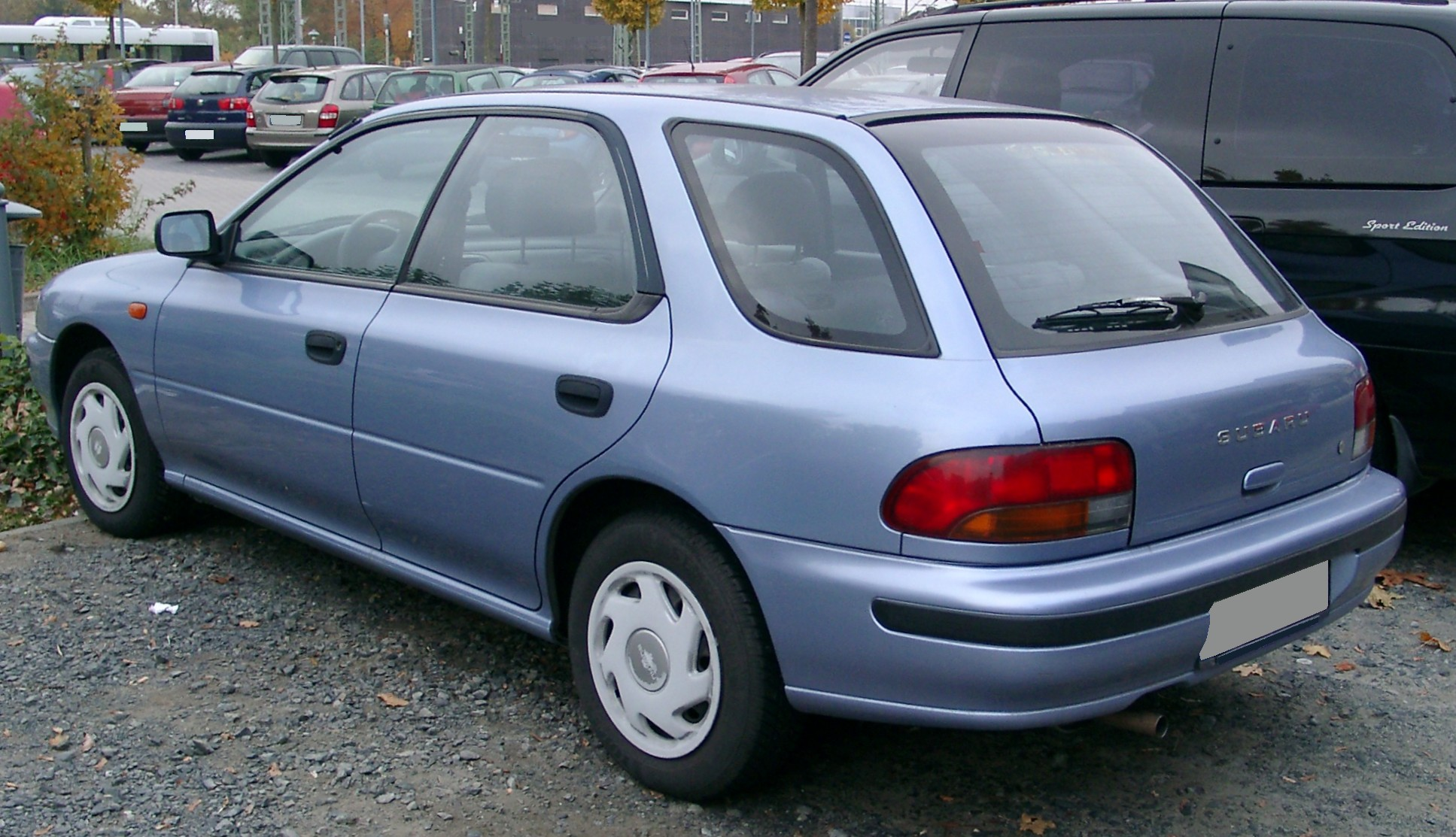
Impreza Kombi

## Друге покоління (2000—2007)
Друга генерація Імпрези з'явилася в 2001 році. Автомобіль, в порівнянні з попередником, підріс в розмірах, отримав великі фари головного світла. Три варіанти оптики отримали свої прізвиська: Subaru Impreza 2002—2003 років — Очі жука, 2004—2005 — Очі крокодила, 2006—2007 — Очі яструба. Лінійка двигунів другого покоління поповнилася двигунами 2,5 (в Америці) і 1,6 (в Японії).

### Двигуни
- 1.5 16V 105 к.с.
- 1.6 16V 95 к.с.
- 2.0 16V 125 i 160 к.с.
- 2.5 16V 167 i 175 к.с. (США)
- 2.0 16V turbo 218, 225 i 265 к.с. (WRX)
- 2.5 16V turbo 230, 280 i 300 к.с. (WRX STi)

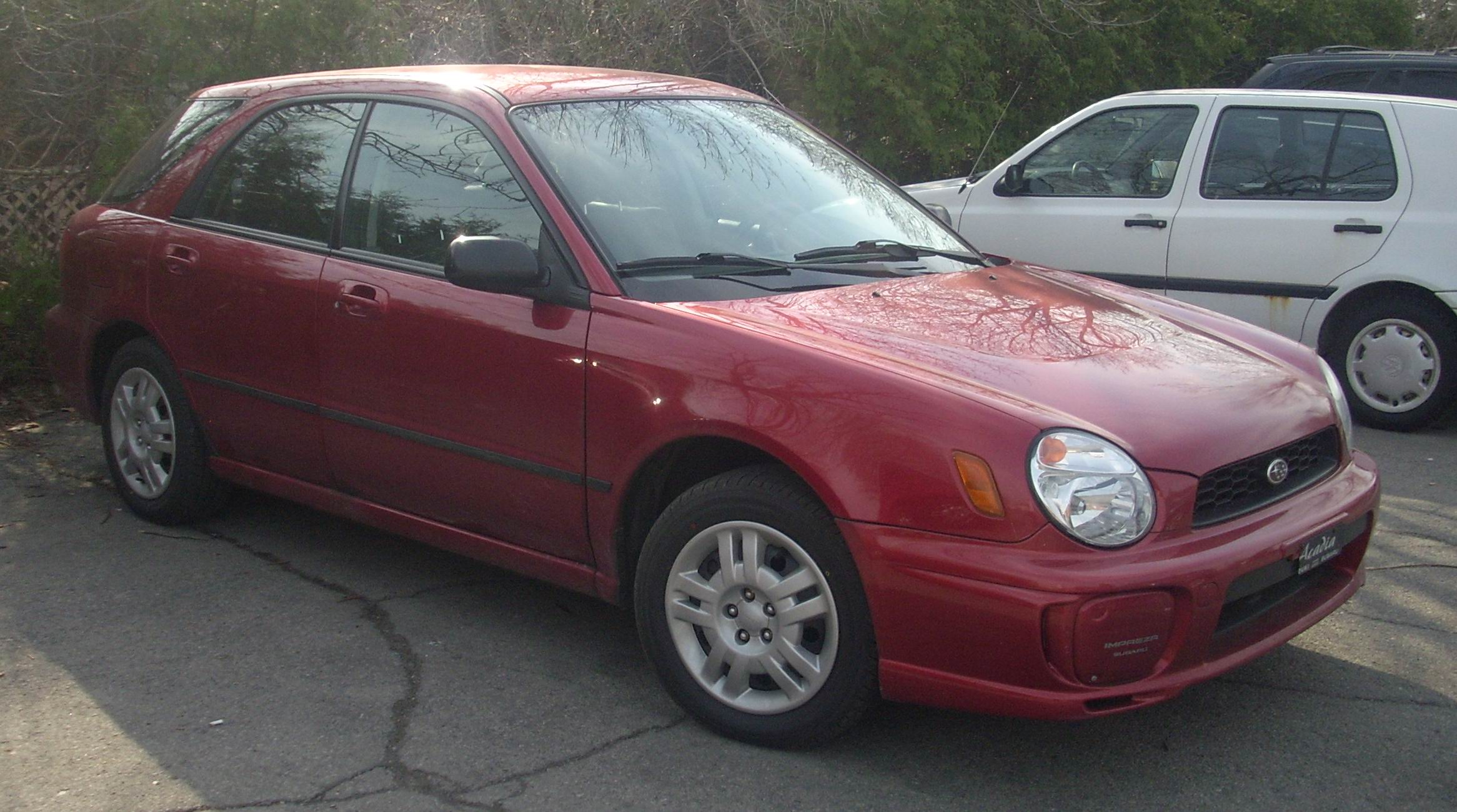
2000-2003
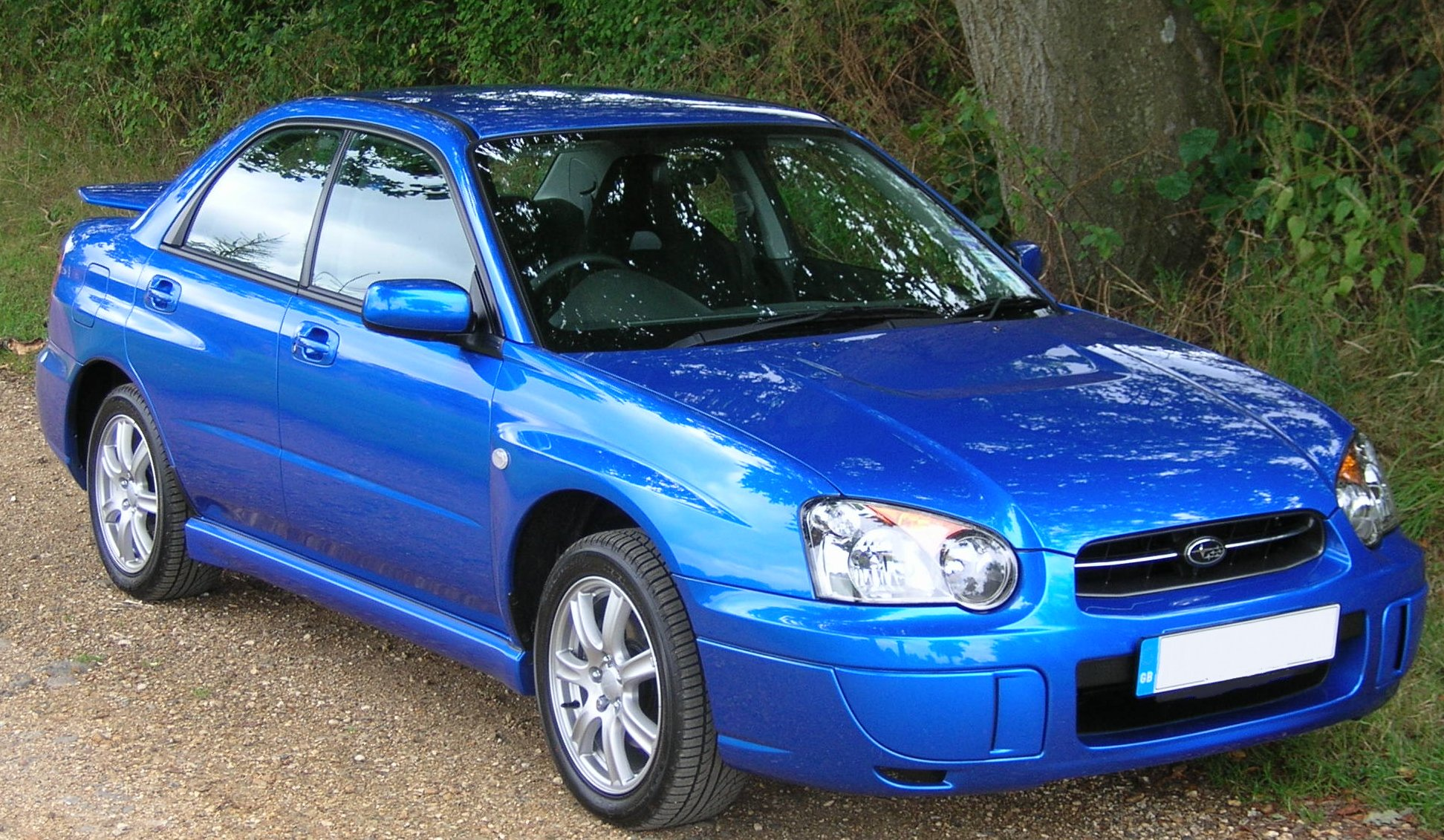
2004-2005
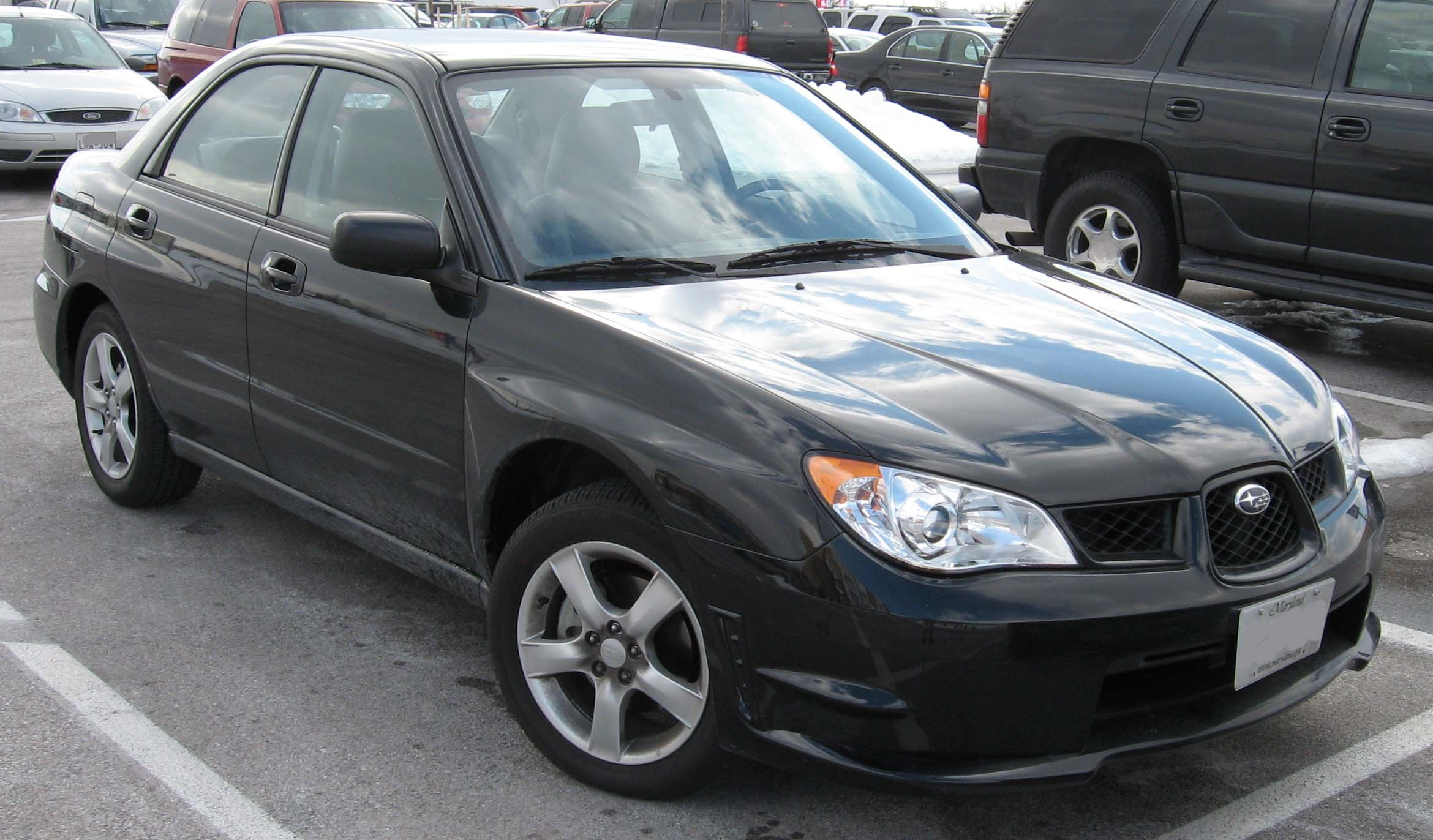
2006-2007

## Третє покоління (2007—2011)

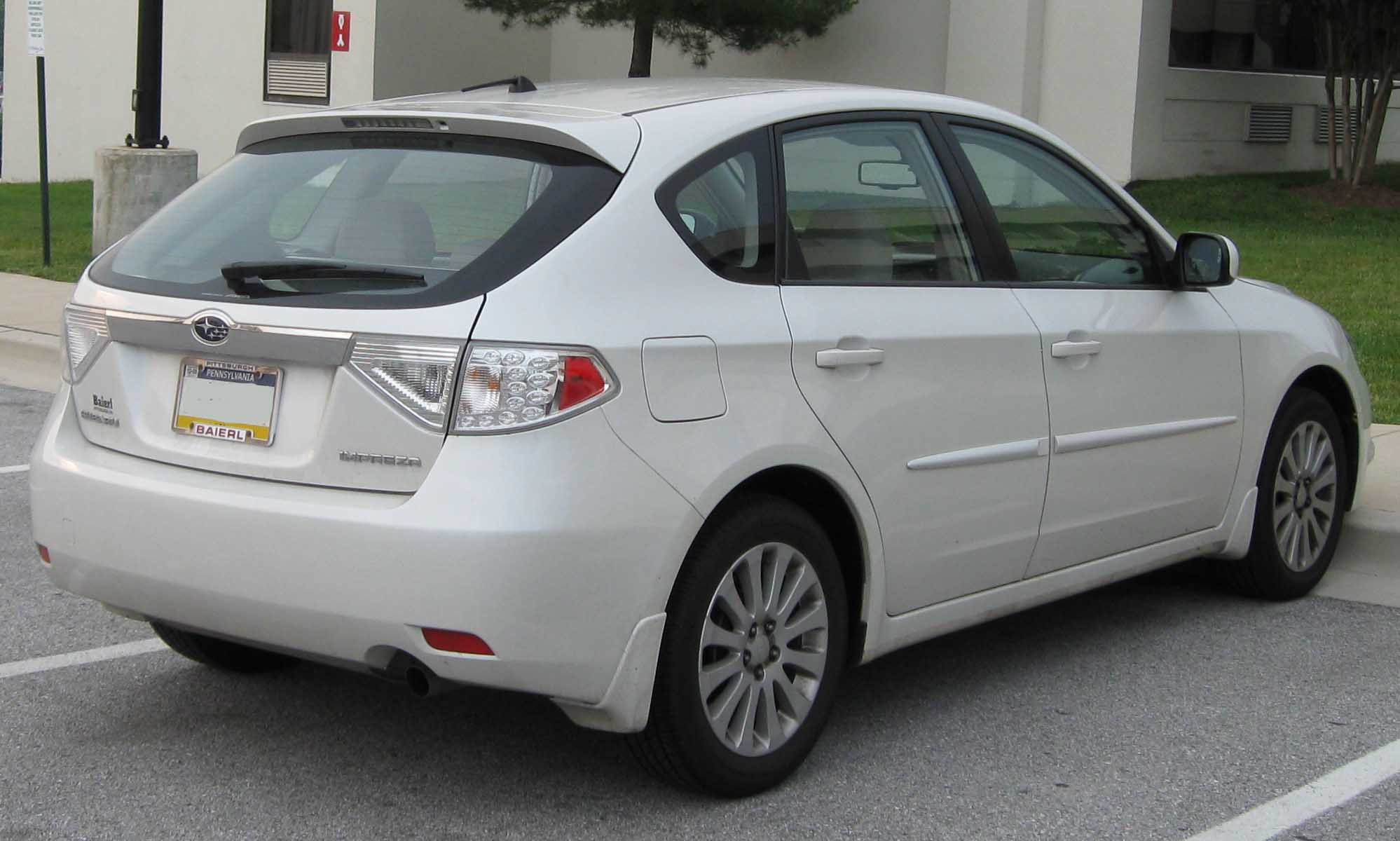
Subaru Impreza хетчбек

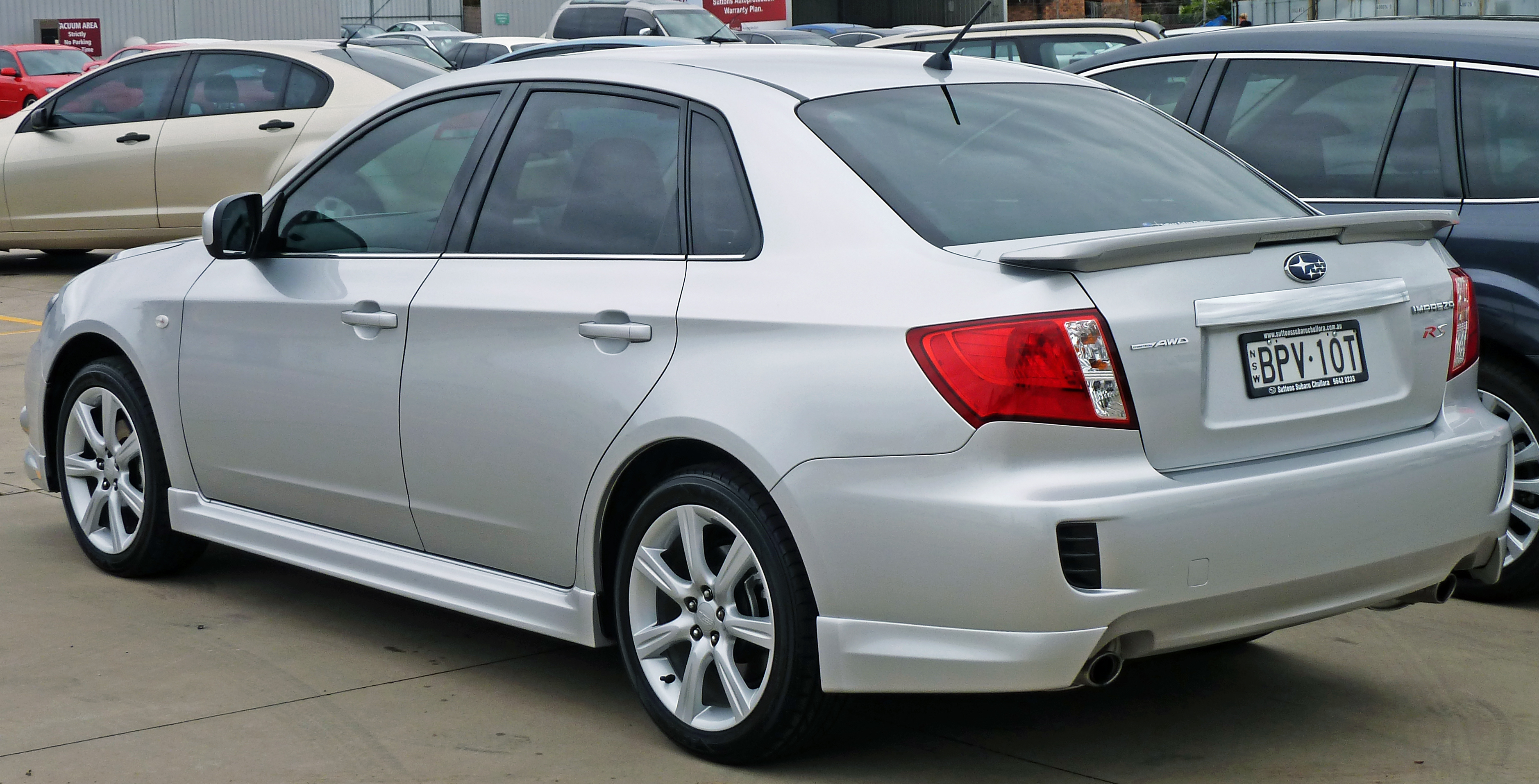
Subaru Impreza седан

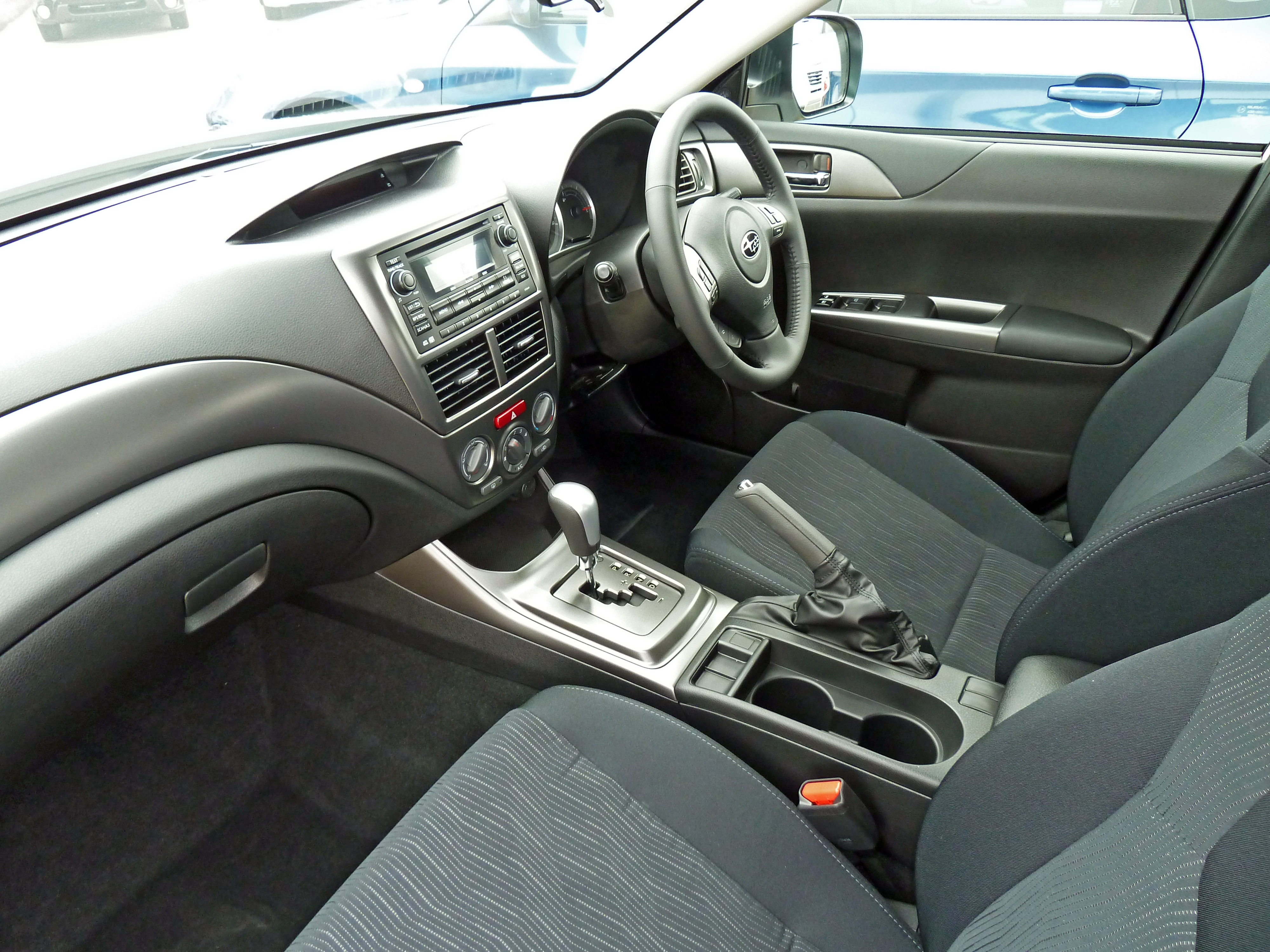

У 2008-му з'явилося третє покоління Імпрези. Так само як і колись, автомобіль пропонувався у двох типах кузова, однак замість універсала пару седану склав хетчбек. Impreza збільшилась в розмірах: стала довшою і ширшою попередниці. У 2010 році сімейство Subaru Impreza пережило рестайлінг, отримавши нову фальшрадіаторну решітку і видозмінений передній бампер. У 2010 році на мотор-шоу в Нью-Йорку відбулася прем'єра оновленої «зарядженої» версії WRX STi.

### Двигуни
Бензинові:
- 1.5 16V 107 к.с.
- 1.6 16V 123 к.с.
- 2.0 16V 150 к.с.
- 2.5 16V 170 к.с.
- 2.5 16V turbo 224, 230, 265 i 300 к.с.

Дизельний:
- 2.0 D 150 к.с.

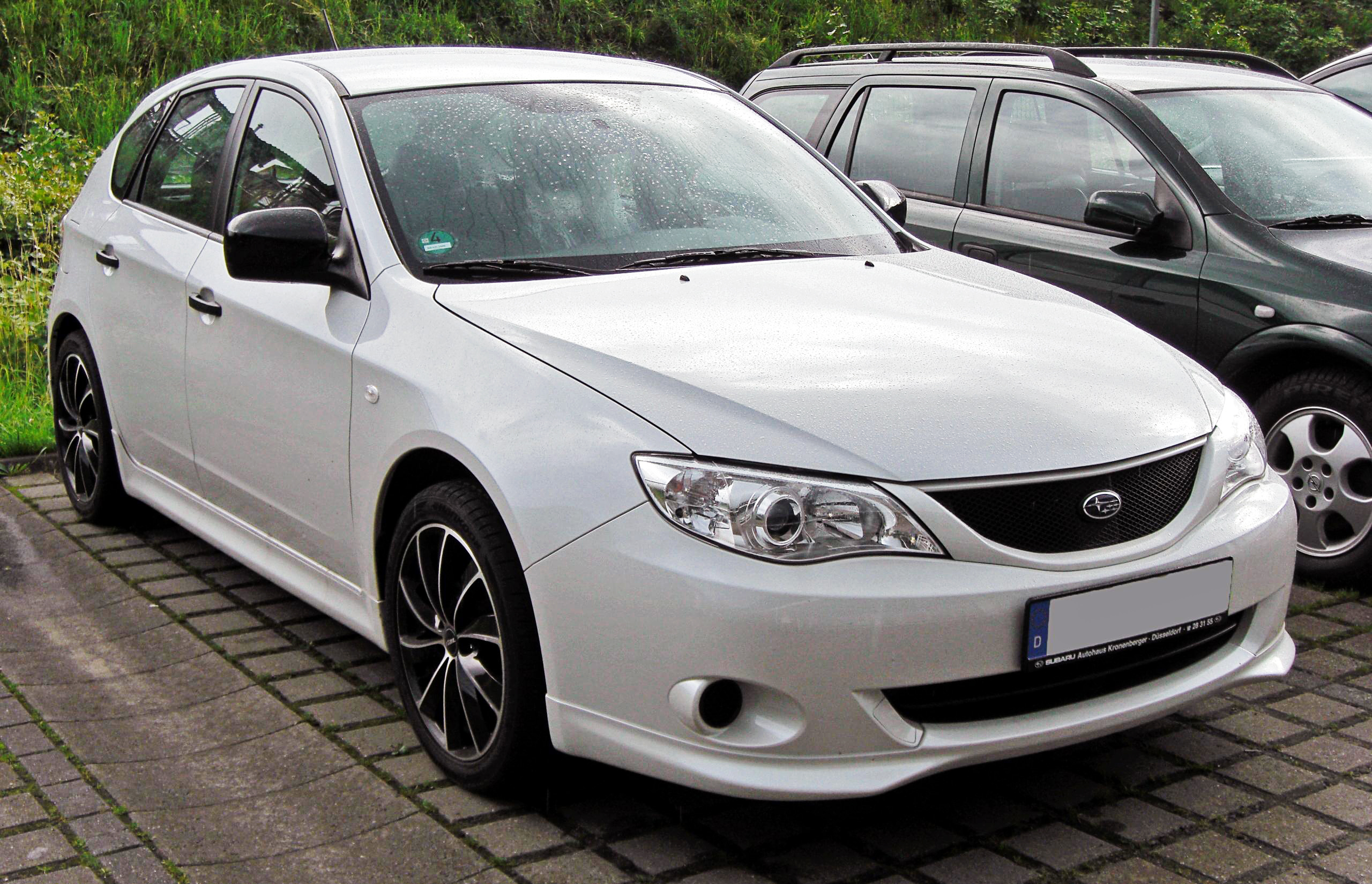
Subaru Impreza 2.0D
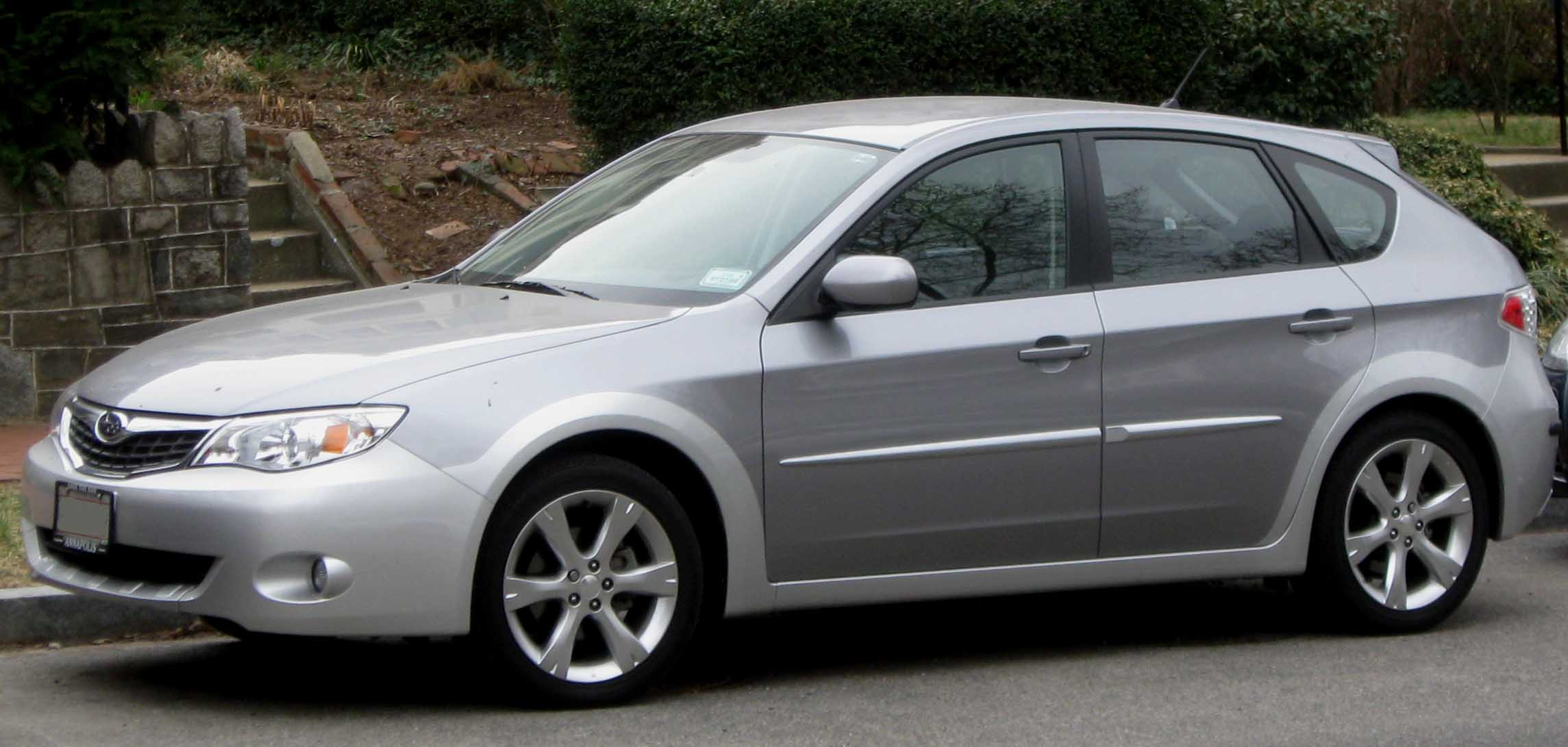
Subaru Impreza Outback Sport

## Четверте покоління (2011—2015)

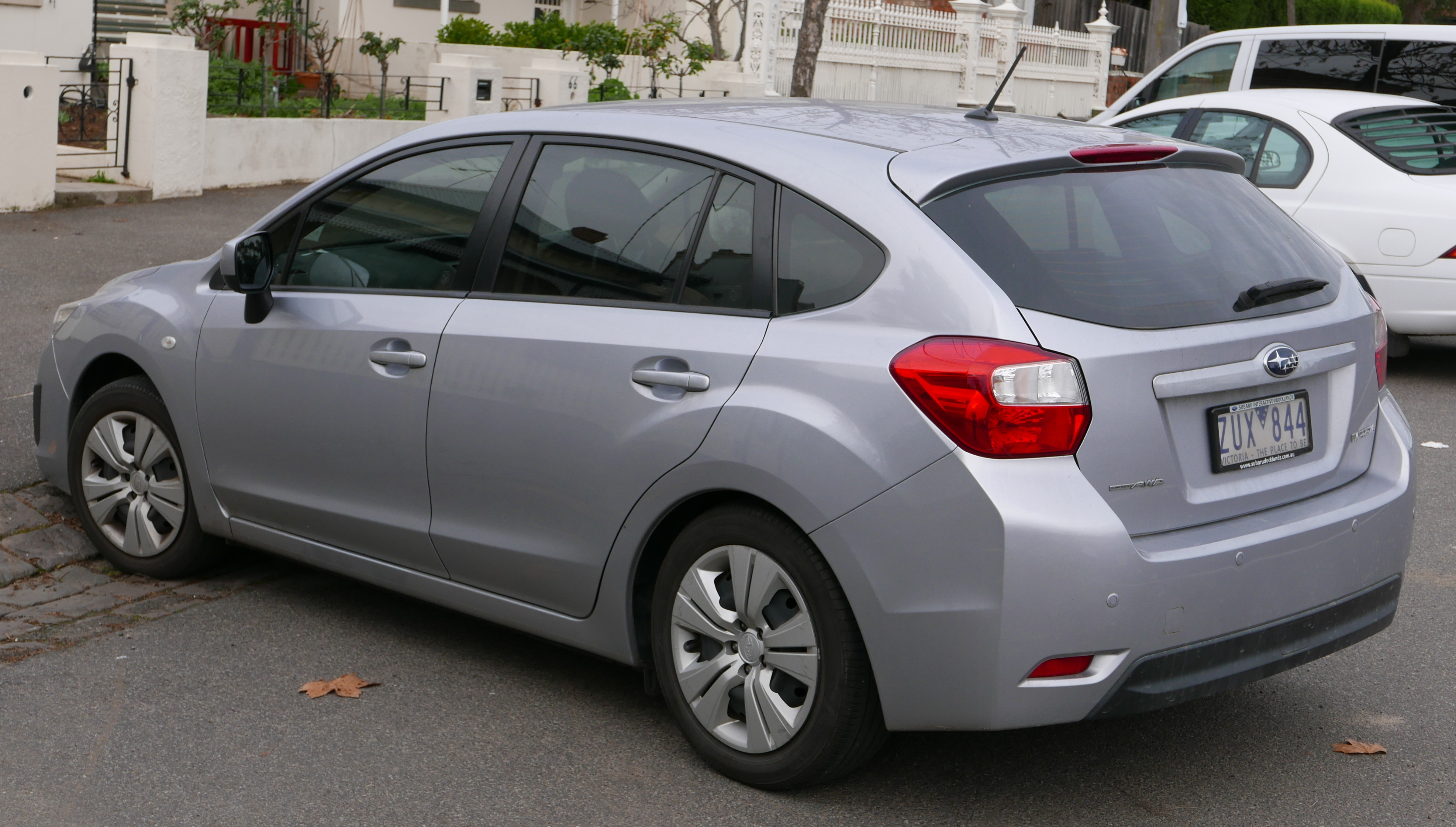
Subaru Impreza хетчбек

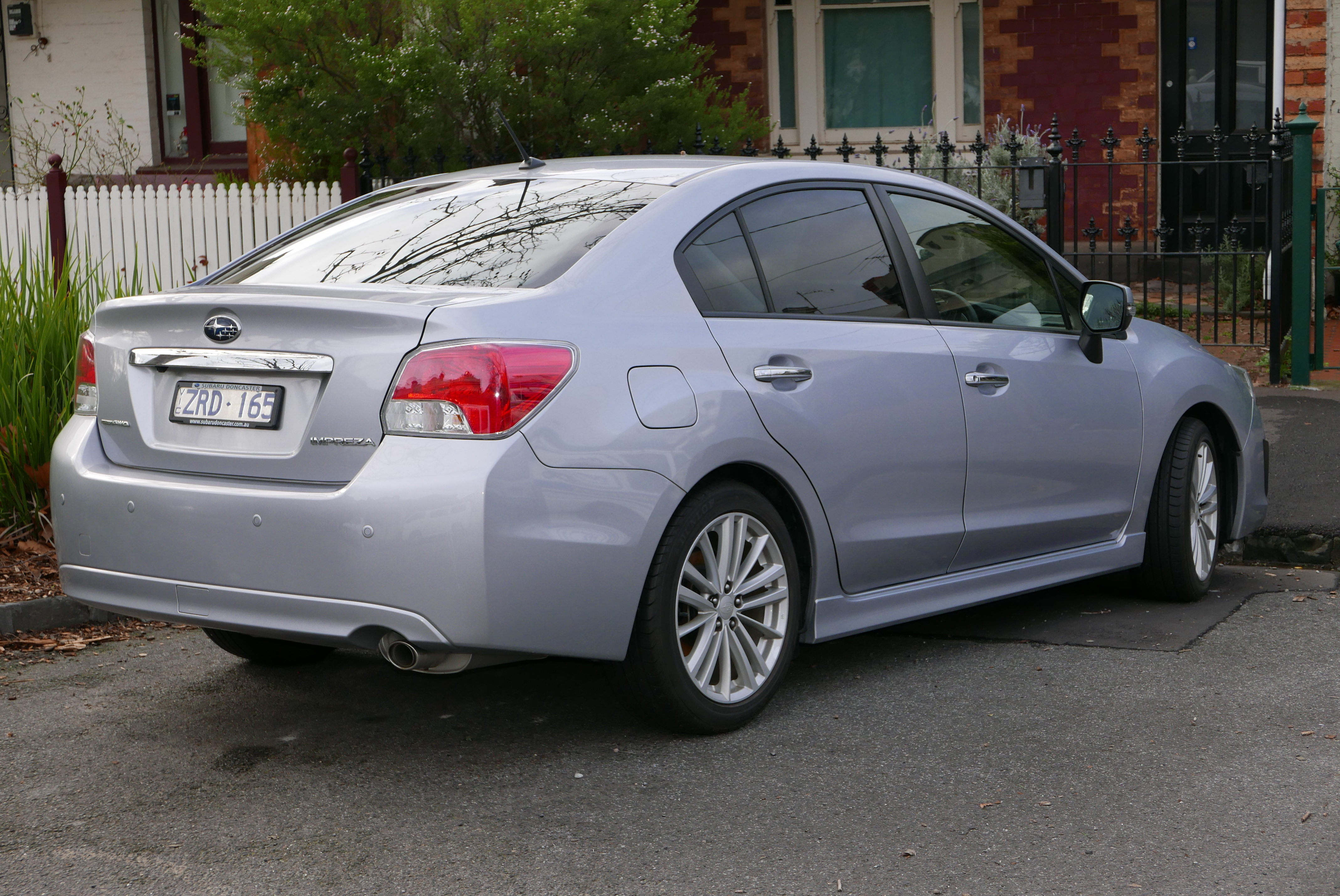
Subaru Impreza седан

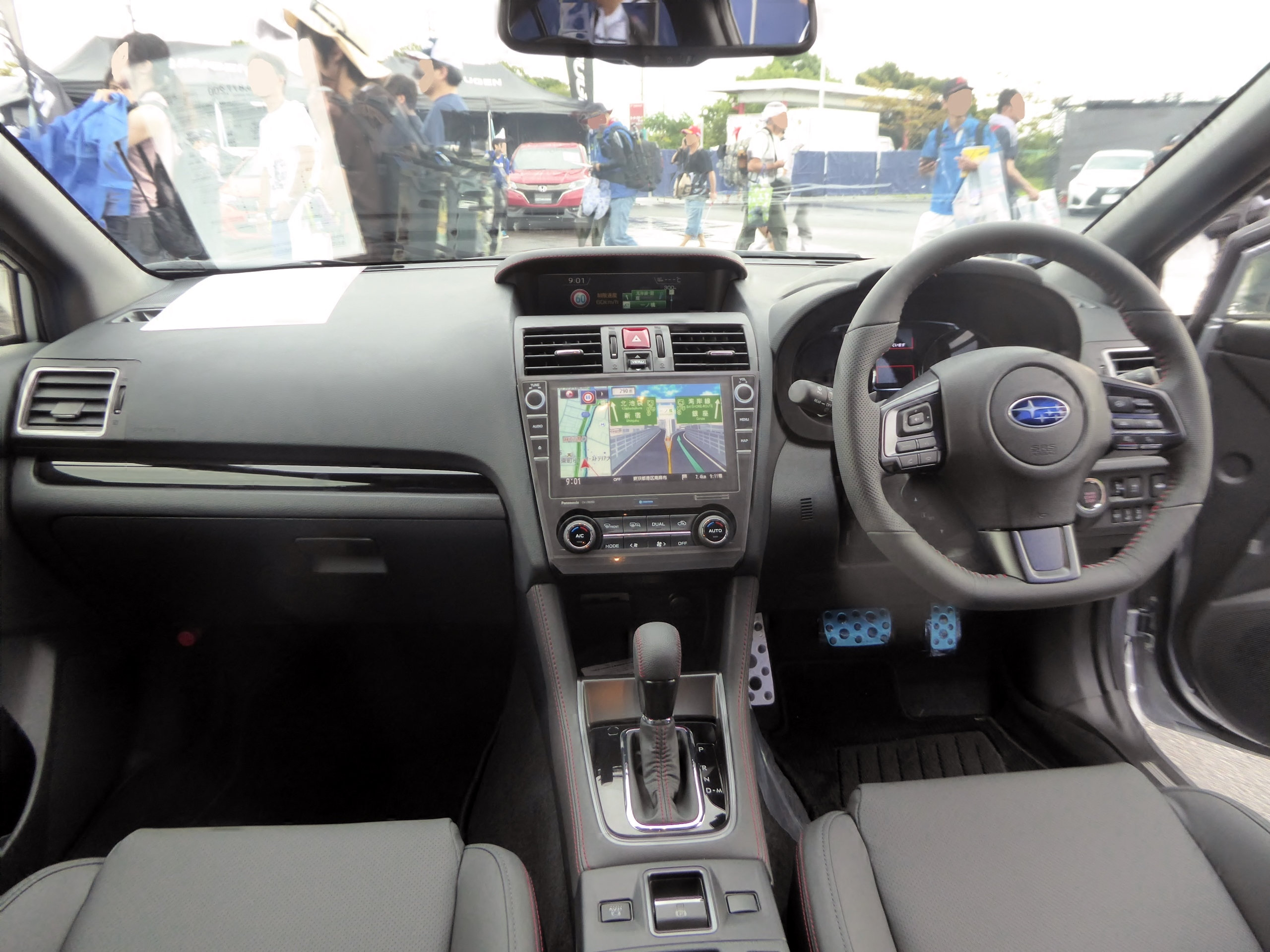

У 2011-му з'явилося четверте покоління Імпрези. Автомобіль пропонується в двох типах кузова седан і хетчбек.
Наприкінці 2011 року представлена позашляхова версія XV розроблена на основі нової Impreza.
Наприкінці 2013 року представлений універсал Levorg розроблений на основі нової Impreza.

### Двигуни
Бензинові:
- 1.6 16V 114 к.с.
- 2.0 16V 148 к.с.
- 2.0 16V turbo 268 к.с.
- 2.5 16V turbo 305 к.с.

Дизельний:
- 2.0 D 150 к.с.

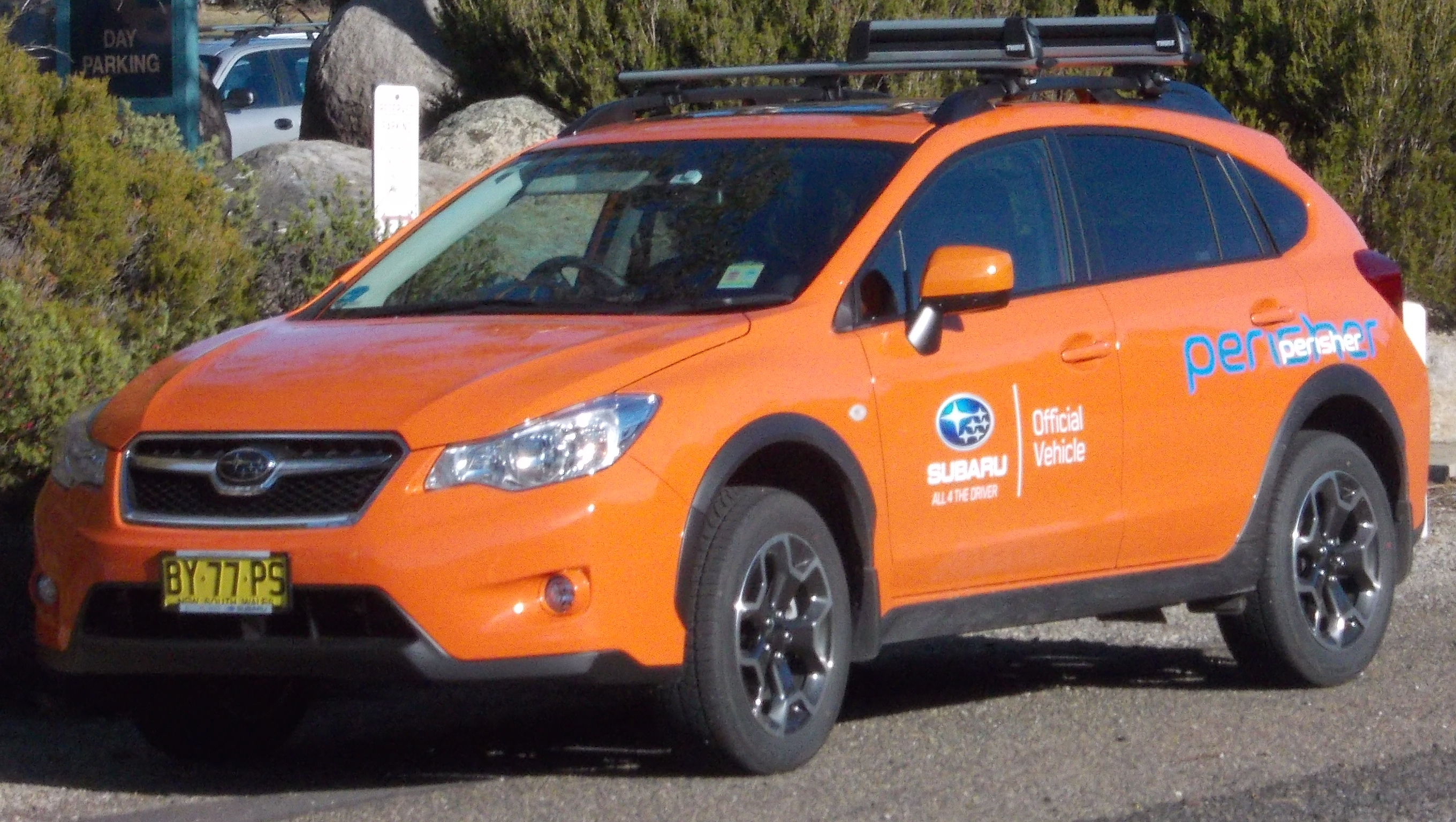
Subaru XV Crosstrek
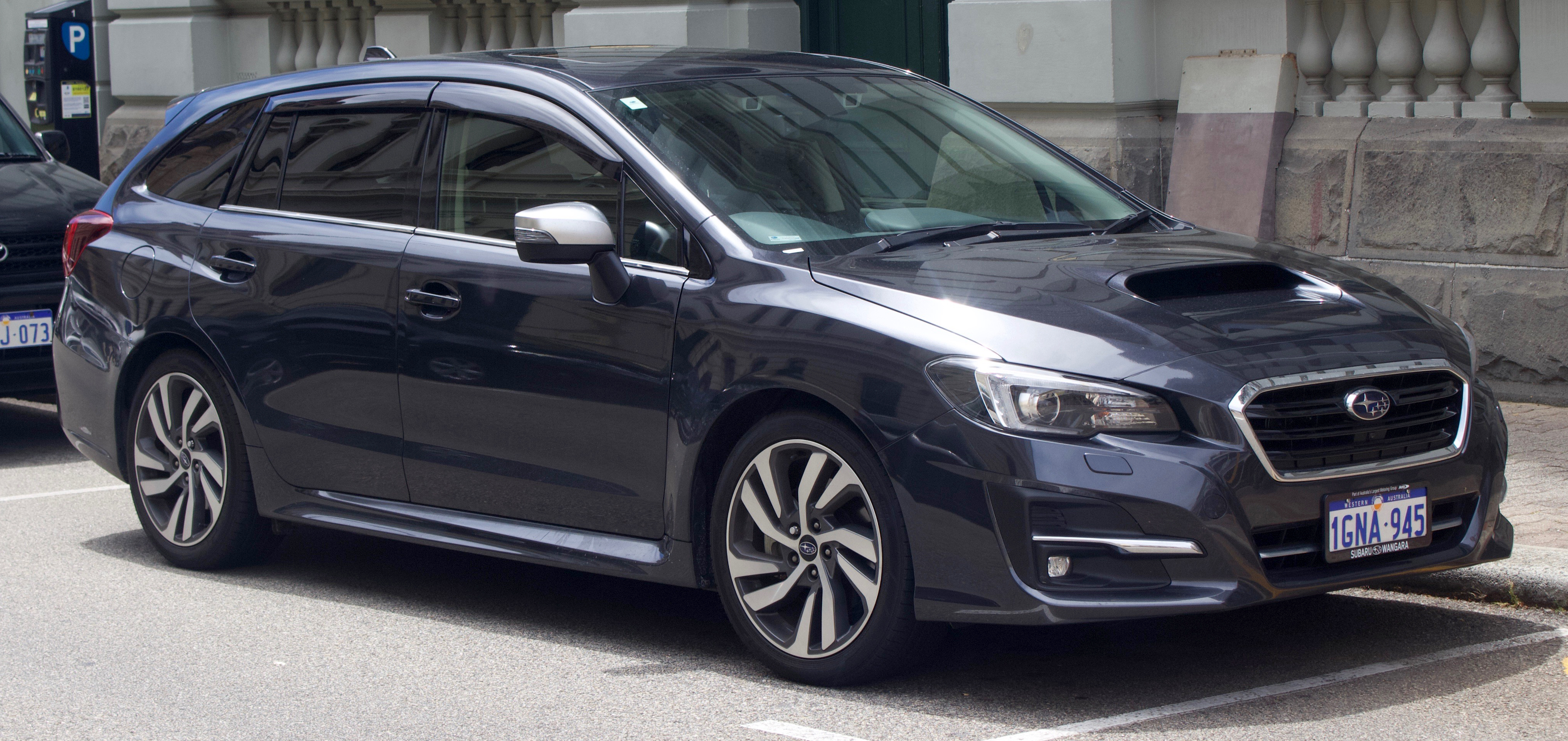
Subaru Levorg
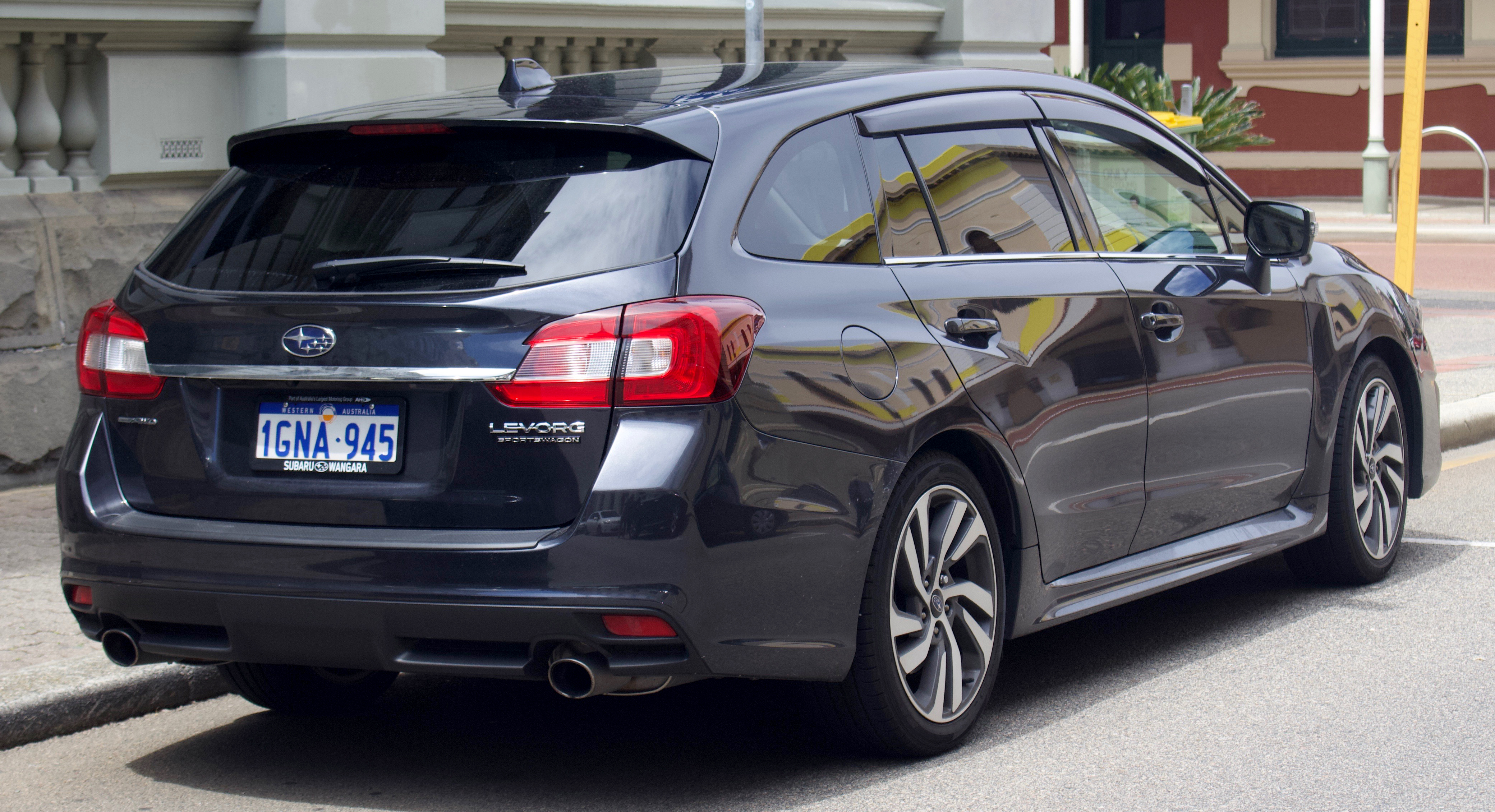
Subaru Levorg
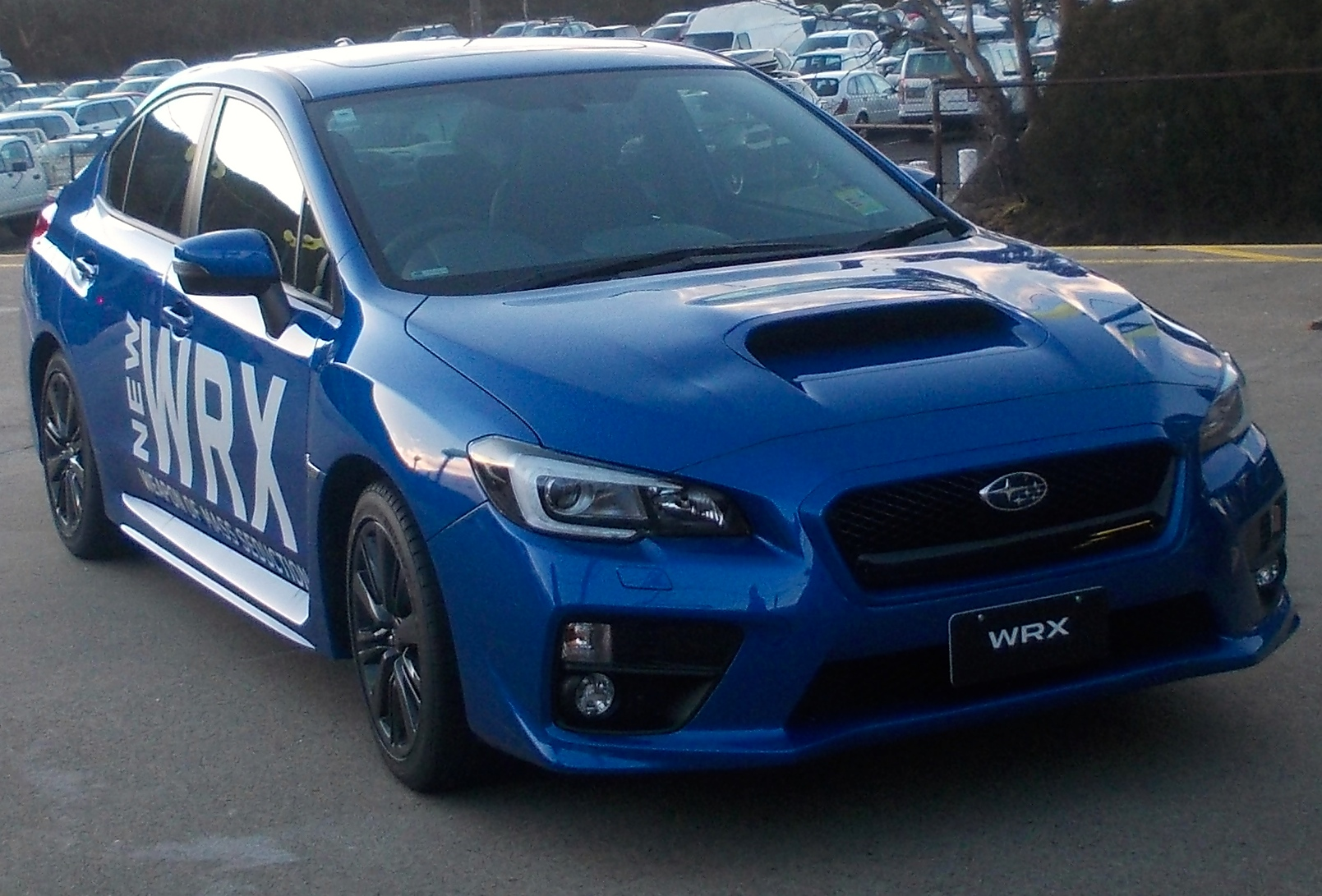
Subaru WRX
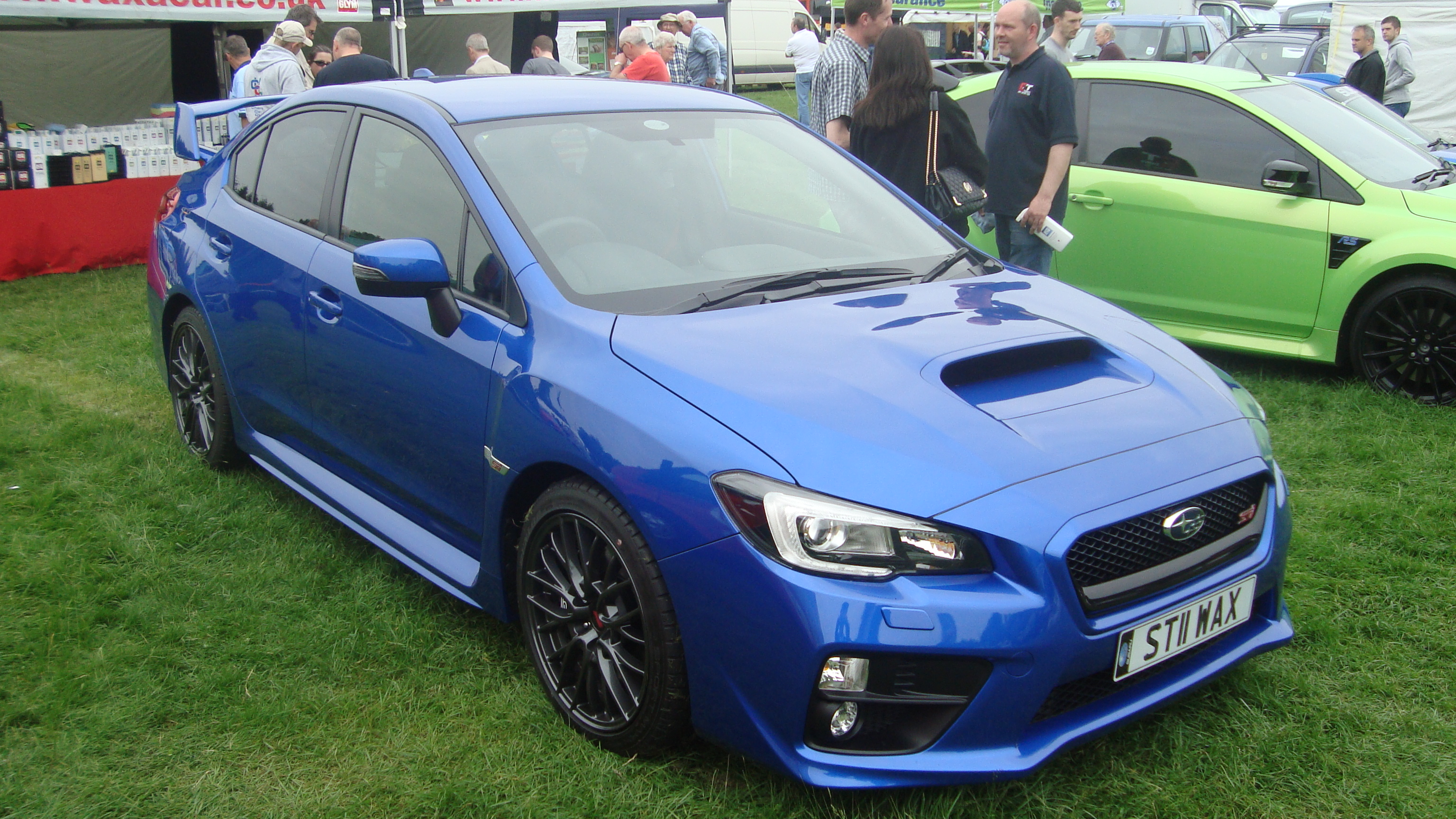
Subaru WRX STI
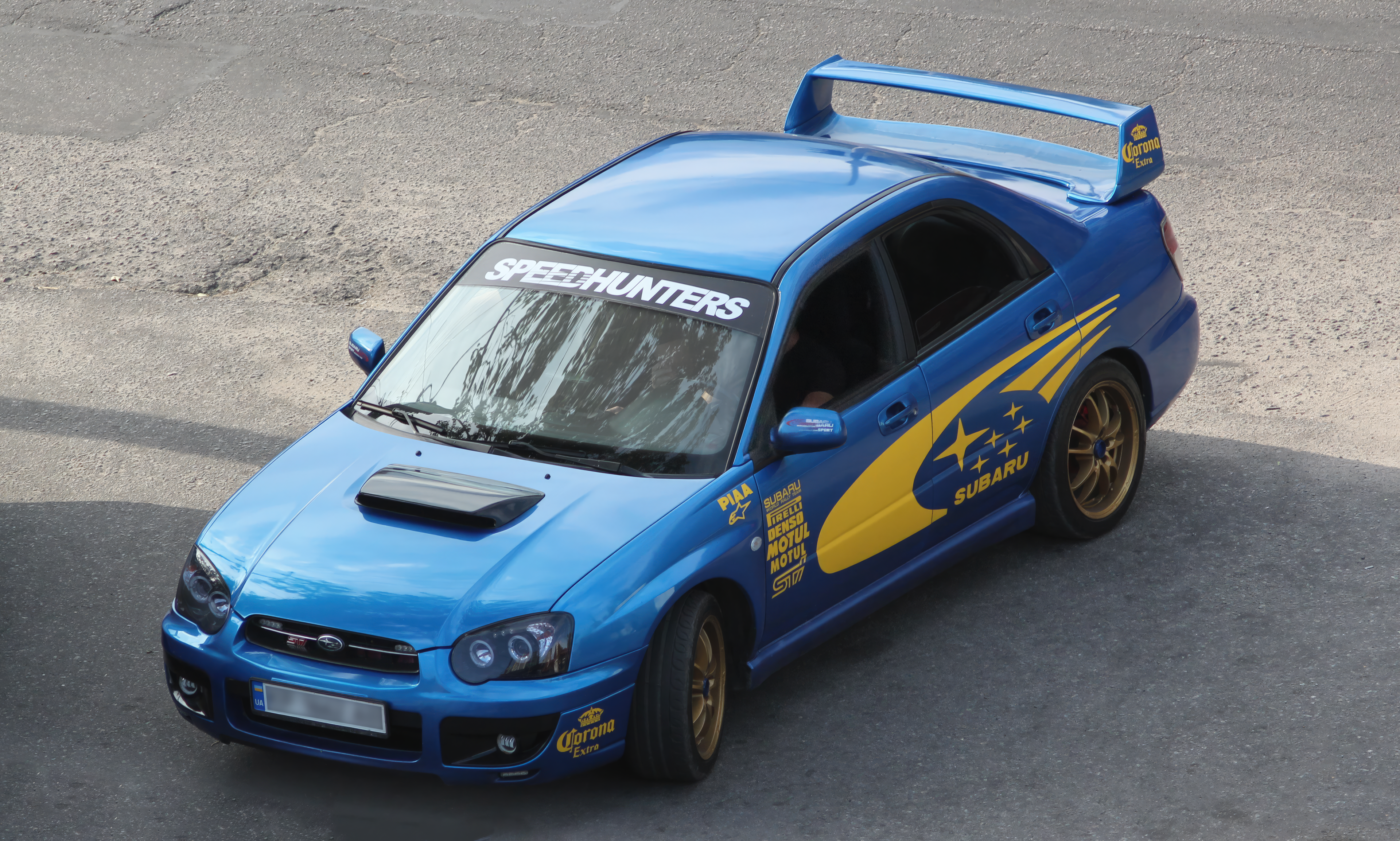
Subaru Impreza WRX

## П'яте покоління (2016—2022)

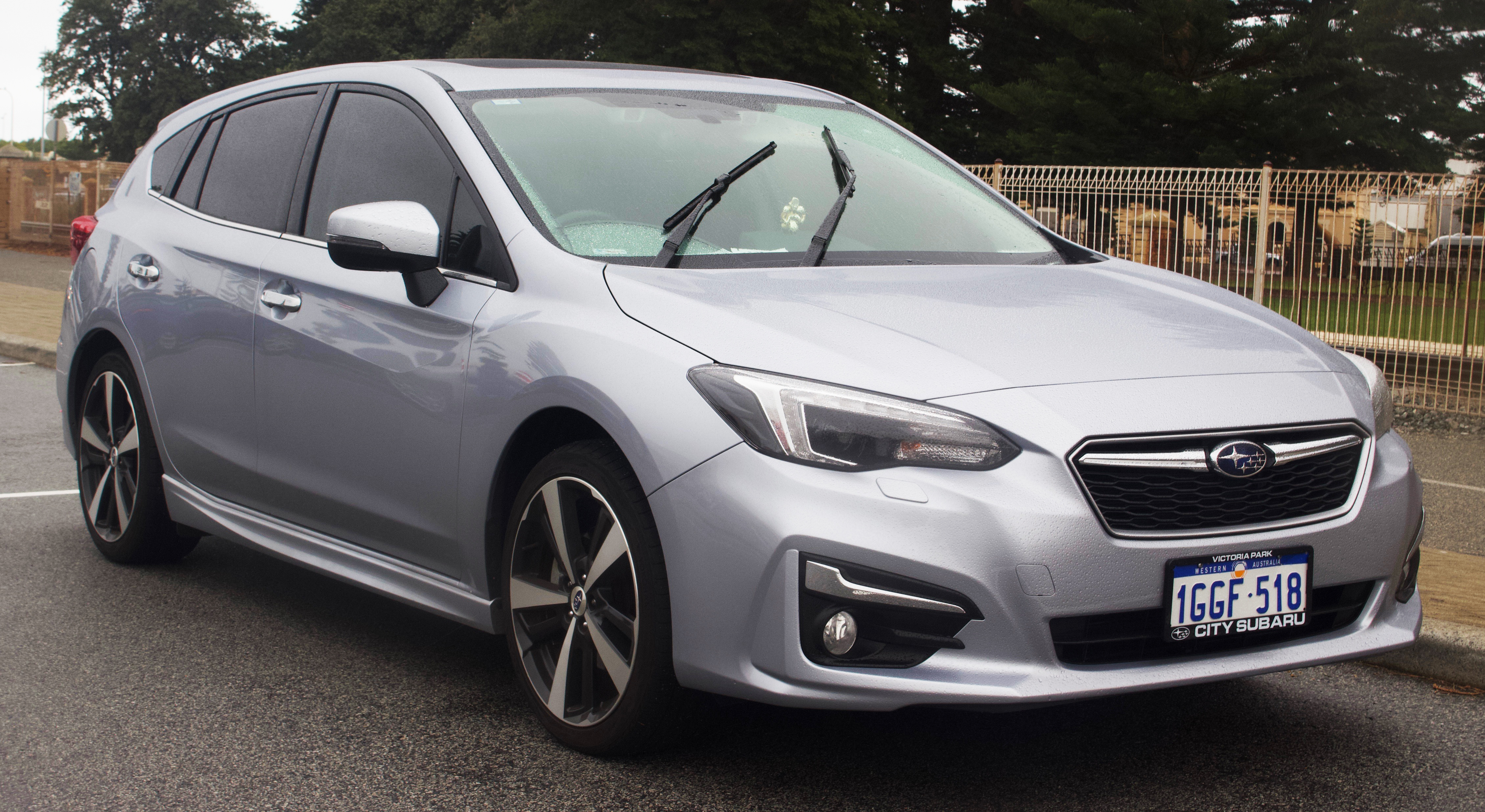
Subaru Impreza (GT7)

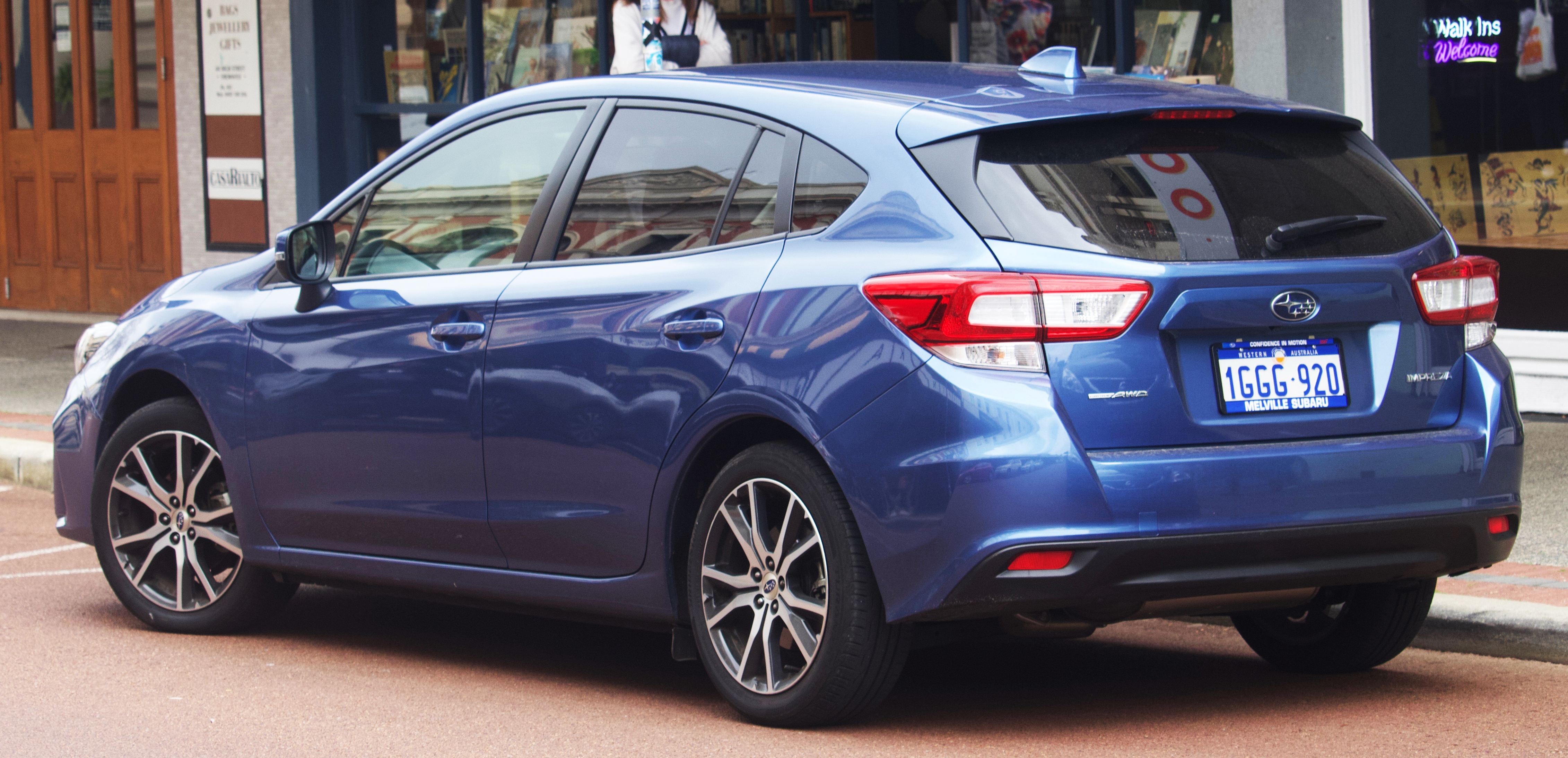
Subaru Impreza (GT7)

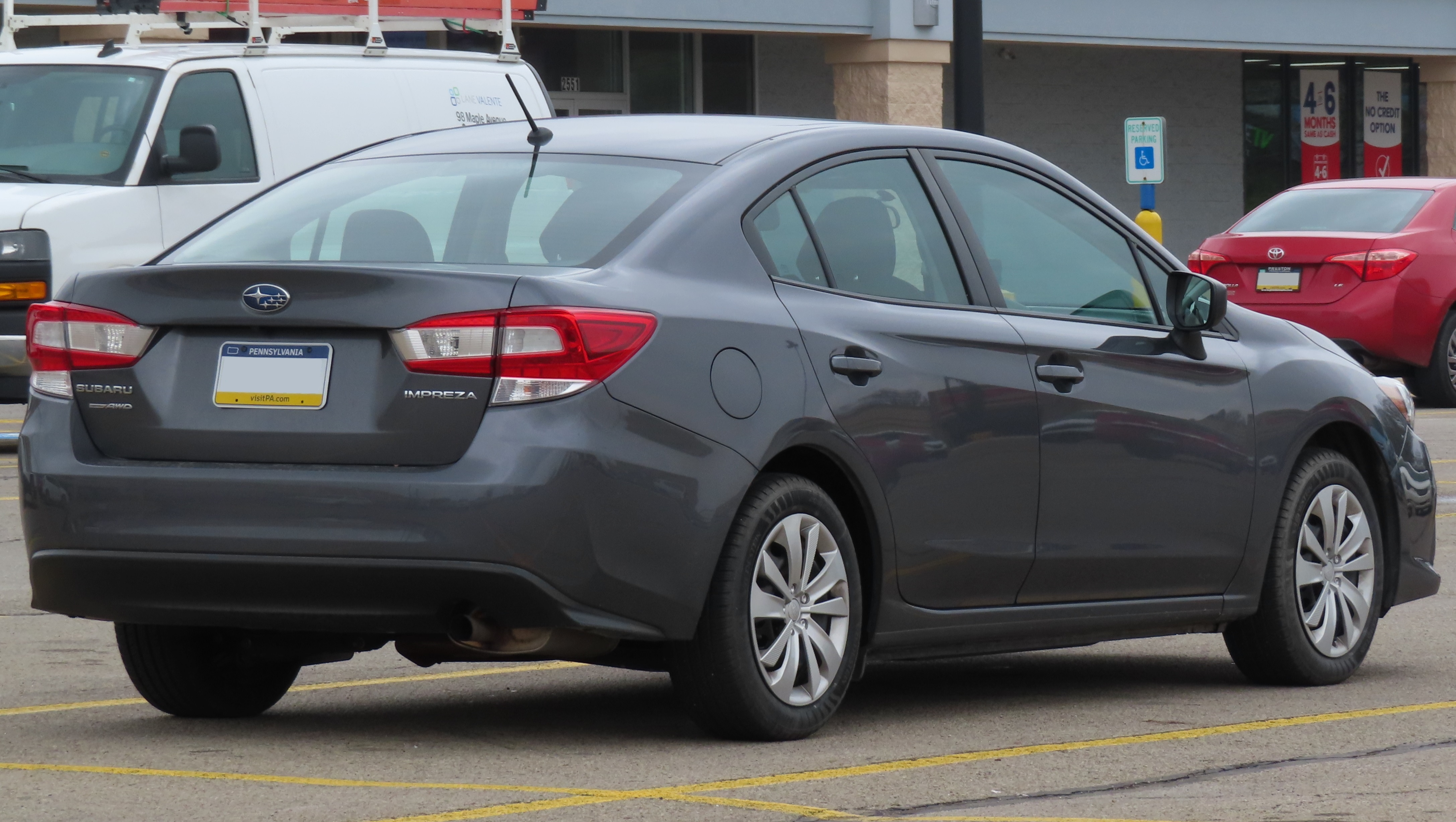
Subaru Impreza (GK7)

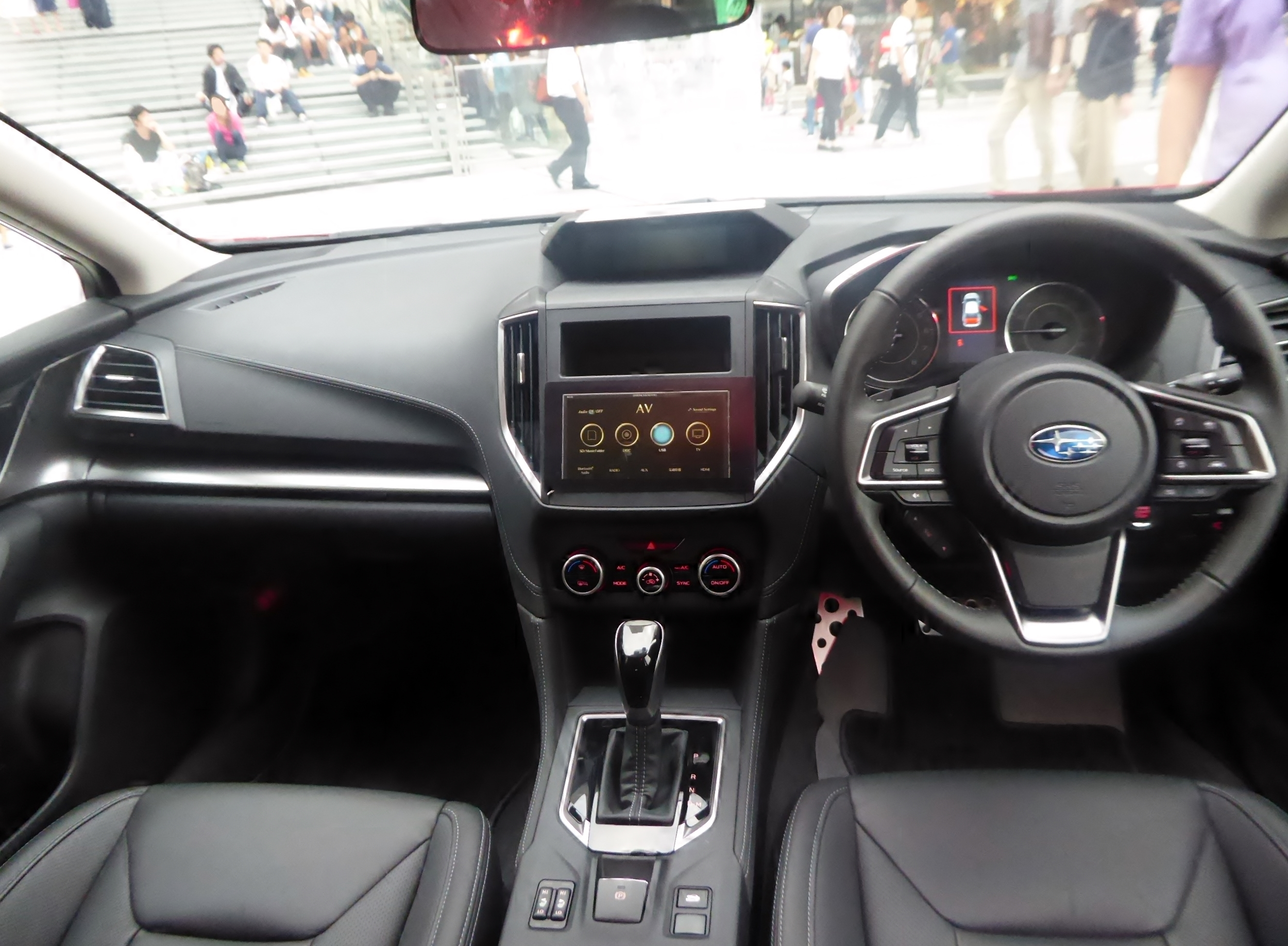

Subaru Impreza п'ятого покоління дебютувала на автосалоні у Нью-Йорку у 2016 р.
Базова модель 2.0i седана Impreza постачається з камерою заднього виду, можливістю механічного налаштування водійського сидіння у шести режимах, складними спинками задніх сидінь у співвідношенні 60/40 та 15-дюймовими колесами. Розважальна аудіо система забезпечена чотирма динаміками, AM/FM/HD Radio/CD програвачем, USB входом, Bluetooth, які контролюються за допомогою 6.2-дюймового сенсорного екрану. У преміум моделях додано: підігрів передніх сидінь, автоматичну коробку передач як стандартну, центральну консоль з висувними підлокітниками, покращену аудіо систему на шість динаміків та 16-дюймові колеса з литими дисками. В комплектацію моделі «Limited» включено автоматичний клімат-контроль, шкіряну обшивку сидінь, 7-дюймовий сенсорний екран, два USB-порти та систему безпеки «Starlink». І седан і хетчбек Impreza оснащені 2.0-літровим чотирициліндровим двигуном на 148 кінських сил та п'ятиступінчастою механічною або безступінчастою автоматичною коробкою передач.
У 2020 році п'яте покоління Subaru Impreza оновили. У моделях з варіатором стандартною стала система безпеки EyeSight. 
Модель Subaru Impreza обладнана мотором STI потужністю 152 кінські сили. Стандартно він комплектується механічною коробкою передач з п'ятьма швидкостями. Доступна також безступінчаста трасмісія (CVT).
І седан, і моделі в кузові хетчбек з варіатором витрачають 8.4 л і 6.5 л на 100 км в місті і на шосе відповідно.
Impreza - єдиний автомобіль класі компактних авто, який в стандартній комплектації поставляється з повним приводом.
Для 2022 року модель знову оновили, але фактично суттєвих змін окрім нового коліру не відбулось.  
Subaru Impreza не змінила своїх розмірів та пропонує багажник об'ємом 348 л у кузові седан та 598 л у варіанті хетчбек. Задні сидіння традиційно можна скласти, щоб збільшити площу для вантажу.   

### Двигуни
- 1.6 л H4
- 2.0 л DAVCS H4 152 к.с.
- 2.0 л turbo DAVCS H4 268 к.с.

## Шосте покоління (з 2022)

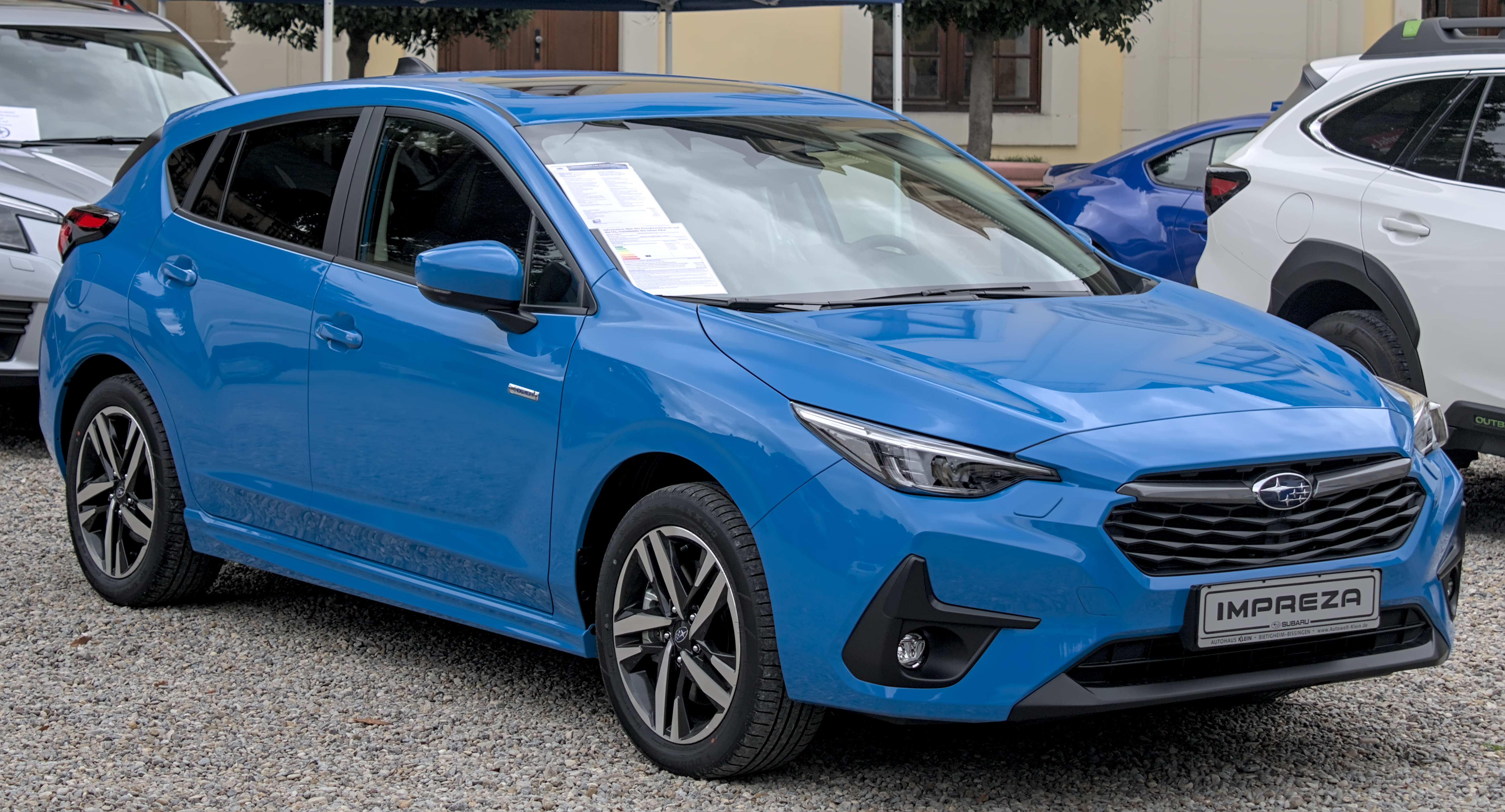
Subaru Impreza 6

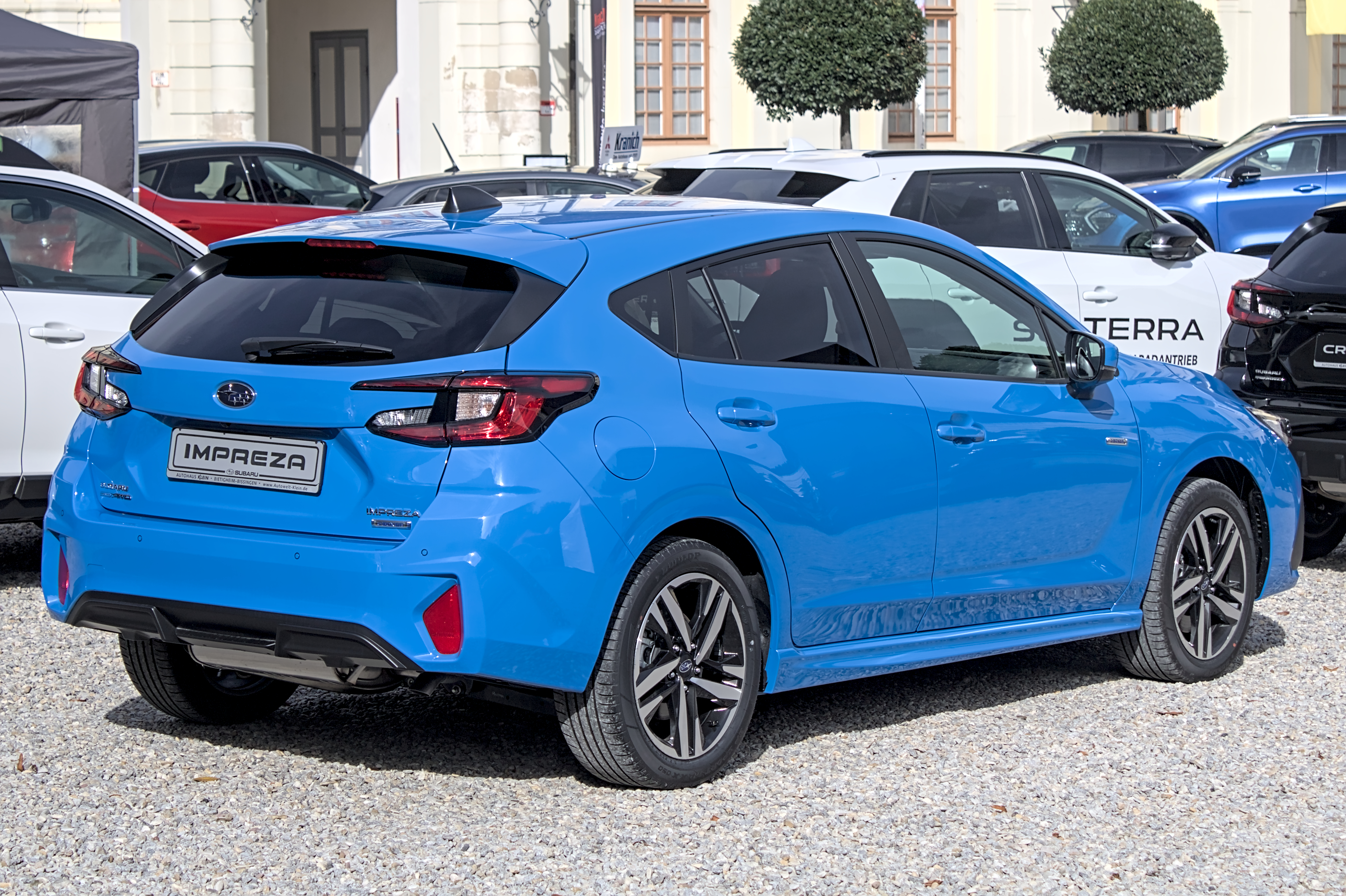

Шосте покоління Impreza було представлено 17 листопада 2022 року на автосалоні в Лос-Анджелесі в 2022 році на базі попередньої моделі. Седан було знято з виробництва разом з механічною коробкою передач, залишивши хетчбек і Lineartronic CVT як єдині варіанти. Impreza стала більш престижною зі стандартним Subaru EyeSight і автоматичним екстреним гальмуванням. Також була додана кермова рейка з двома шестернями від WRX. Вперше з 2005 року Subaru відродила модель 2.5 RS, яка розвиває 184 к.с. і 241 Нм крутного моменту. Модель Sport матиме 2,0-літровий двигун потужністю 154 к.с. і крутним моментом 197 Нм.

### Двигуни

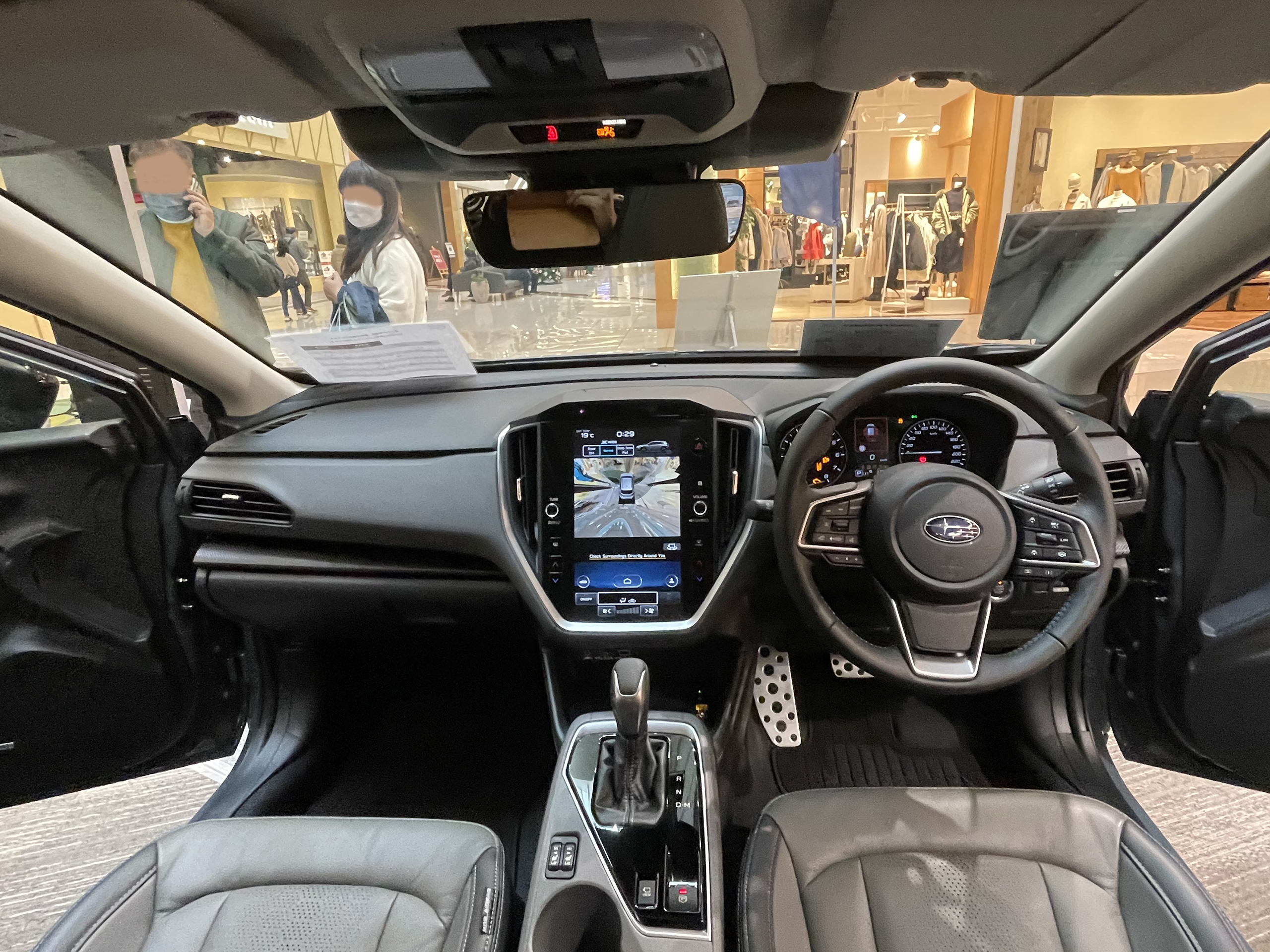

- 2.0 L FB20D H4 154 к.с. 197 Нм (GU6/7)
- 2.0 L FB20D e-Boxer H4 mild hybrid (GUD/E)
- 2.5 L FB25D H4 184 к.с. 241 Нм